# Långbjörns dämningsområde
Långbjörns dämningsområde är en sjö i Sollefteå kommun i Ångermanland och ingår i Ångermanälvens huvudavrinningsområde. Sjön har en area på 1,91 kvadratkilometer och ligger 182,5 meter över havet. Sjön avvattnas av vattendraget Ångermanälven.

## Delavrinningsområde
Långbjörns dämningsområde ingår i det delavrinningsområde (706141-154808) som SMHI kallar för Utloppet av Långbjörns Dämningsomr. Medelhöjden är 183 meter över havet och ytan är 1,91 kvadratkilometer. Räknas de 1217 avrinningsområdena uppströms in blir den ackumulerade arean 11 734,5 kvadratkilometer. Avrinningsområdets utflöde Ångermanälven mynnar i havet. Avrinningsområdet har 1,84 kvadratkilometer vattenytor vilket ger det en sjöprocent på 96,3 procent.